# Hannah Montana & Miley Cyrus: Best of Both Worlds Concert
Hannah Montana & Miley Cyrus: Best of Both Worlds Concert è un film concerto in 3-D diretto da Bruce Hendricks, prodotto dalla Walt Disney Pictures e basato sul Best of Both Worlds Concert Tour (2007-2008) di Hannah Montana, alias Miley Cyrus. È stato distribuito un doppio album (CD+DVD) contenente le 14 canzoni in versione live registrate durante il concerto di Saint-Louis, i video di Rock Star e Sart All Over e un mini documentario.

## Trama
Il film racconta la vita in Tournée di Miley/Hannah: retroscena, prove ed esclusive gare da parte dei fan per aggiudicarsi gli ultimi biglietti. Tutto il film è visto dal punto di vista di Miley, come se una telecamera la seguisse ovunque.

## Produzione
Il film è stato girato nei cinquanta stati componenti gli Stati Uniti, toccati dalla tournée di concerti.

## Distribuzione e accoglienza
Il film è uscito il 1º febbraio 2008 e solo per una settimana negli Stati Uniti, mentre in Italia è stato distribuito per un mese intero a partire dal 20 giugno 2008.
Negli Stati Uniti ha fatto tutto esaurito, mentre in Italia non è entrato nel box office perché è uscito solo nelle sale Digital 3D. Negli Stati Uniti il tour ha incassato in totale 54 milioni di dollari, il film invece 70 milioni.
Successivamente la Walt Disney ha distribuito il film per l'home video nell'agosto del 2008 come primo Blu-ray in 3-D. Il film era stato precedentemente trasmesso da Disney Channel con il sistema anaglifico rosso/ciano nel luglio dello stesso anno.

## Errori
- Durante l'esecuzione di Nobody's Perfect si può notare chiaramente che introducendo la canzone Miley/Hannah (Miley Cyrus) indossa, sopra la maglietta bianca, una giacchetta di jeans. Appena dice le parole "One, Two, Three..." la giacchetta è sparita misteriosamente. Poi in alcuni primi piani la giacchetta riappare.
- Finito il concerto dei Jonas Brothers, ci fanno vedere il cambiamento di Hannah Montana in Miley Cyrus; finito il compito del parrucchiere Miley si alza e passa attraverso una tenda nera. Superata quest'ultima si può intravedere lei che compie l'azione di sedersi su una sedia e poi riappare subito sopra la botola per l'esecuzione di Start All Over. Questo svela che il cambiamento d'abito avviene subito dopo che lei esce dal palco; di seguito si siede e aspetta che i fratelli Jonas finiscano la loro esibizione. Subito dopo (visibile solo nelle scene inedite del DVD), lei (Miley Cyrus) (come spiega nel "Rock-umentario") corre su una sedia a rotelle, che non è altro che la sedia in cui l'abbiamo vista sedersi. Questa sedia la porterà in fondo alla penisola dove apparirà per eseguire Start All Over.
- Durante il cambiamento a metà concerto, la mamma di Miley afferma che il cambiamento avviene in 30-37 secondi. Questo non è vero perché appena il parrucchiere comincia il suo lavoro e un secondo dopo ha già finito (è visibile un segno di montaggio).

## Colonna sonora
La colonna sonora, intitolata Best of Both Worlds Concert, è stata pubblicata l'11 marzo 2008 e contiene sette canzoni registrate come Hannah Montana e altre sette come Miley Cyrus. Il disco ha debuttato alla terza posizione della Billboard 200.
1. Rock Star – 3:35
2. Life's What You Make It – 3:14
3. Just Like You – 3:20
4. Nobody's Perfect – 3:33
5. Pumpin' Up the Party – 3:11
6. I Got Nerve – 3:10
7. We Got the Party (featuring Jonas Brothers) – 4:18
8. Start All Over – 4:40
9. Good and Broken – 2:57
10. See You Again – 3:42
11. Let's Dance – 3:26
12. East Northumberland High – 3:52
13. G.N.O. (Girl's Night Out) – 3:49
14. The Best of Both Worlds (featuring Hannah Montana) – 3:27